# El del vibrato
El del vibrato es el nombre del primer álbum de estudio del cantante puertorriqueño de reguetón Gotay El Autentiko. Fue publicado el 22 de octubre de 2013 bajo el sello Codiscos.
Contiene el sencillo «Real Love», el cual ocupó la posición #1 en varias listas de éxitos de Latinoamérica y estuvo en los top 20 de la lista Latin Rhythm de la revista Billboard. Se lanzó una remezcla de la canción con los cantantes Ñengo Flow y Ñejo.

## Lista de canciones
| N.º   | Título                                                   | Duración |  |
| 1.    | «Lo que canto»                                           | 3:15     |  |
| 2.    | «Real Love»                                              | 5:08     |  |
| 3.    | «Ella es como es»                                        | 3:51     |  |
| 4.    | «No juego con tu mente»                                  | 3:16     |  |
| 5.    | «No perdamos tiempo»                                     | 3:20     |  |
| 6.    | «La pasión»                                              | 3:29     |  |
| 7.    | «Me dice»                                                | 3:47     |  |
| 8.    | «Cuando estoy contigo (Remix)» (con Baby Rasta & Gringo) | 3:07     |  |
| 9.    | «La noche es tuya»                                       | 3:55     |  |
| 10.   | «Consecuencias»                                          | 3:57     |  |
| 11.   | «Le sigo dando (Remix)» (con Arcángel)                   | 3:18     |  |
| 12.   | «El reencuentro»                                         | 4:48     |  |
| 13.   | «Déjame saber» (con Ñengo Flow y Jory)                   | 5:08     |  |
| 14.   | «Te llamé»                                               | 3:12     |  |
| 15.   | «Cuando estoy contigo»                                   | 3:08     |  |
| 16.   | «Le sigo dando»                                          | 3:15     |  |
| 58:26 |                                                          |          |  |